# ジョン・ジェイソ
ジョン・エドワード・ジェイソ（John Edward Jaso, 1983年9月19日 - ）は、アメリカ合衆国カリフォルニア州サンディエゴ郡チュラビスタ出身の元プロ野球選手（捕手、一塁手、外野手）。右投左打。愛称はイージーJ。

## 経歴

### プロ入り前
少年時代は家庭にケーブルテレビが設置されていなかったため、地元に近いサンディエゴ・パドレスなどのMLB球団の試合を見ることもあまりなく、野球よりも釣りやキャンプに夢中になっていた。当時の夢は数学の教師になることで、野球でプロになることを意識し始めたのはサウスウェスタン大学の2年生になってからであった。

### プロ入りとレイズ時代
2003年のMLBドラフト12巡目（全体338位）でタンパベイ・デビルレイズから指名され、プロ入り。契約後、傘下のA-級ハドソンバレー・レネゲーズでプロデビュー。47試合に出場して打率.227・2本塁打・20打点・2盗塁の成績を残した。
2004年もA-級ハドソンバレーでプレーし、57試合に出場して打率.302・2本塁打・35打点・1盗塁の成績を残した。
2005年はA級サウスウエストミシガン・デビルレイズでプレーし、92試合に出場して打率.307・14本塁打・50打点・3盗塁の成績を残した。
2006年はA+級バイセイリア・オークスでプレーし、95試合に出場して打率.309・10本塁打・55打点・1盗塁の成績を残した。
2007年はAA級モンゴメリー・ビスケッツでプレーし、109試合に出場して打率.316・12本塁打・71打点・2盗塁・OPS.893を記録した。オフに行われるルール・ファイブ・ドラフトでの流出を防ぐため、11月20日に40人枠入りした。
2008年はAA級モンゴメリーで85試合に出場。7月からAAA級ダーラム・ブルズでプレーした。9月6日のトロント・ブルージェイズ戦でメジャーデビュー。5試合に出場した。
2009年はメジャー出場はなく、AAA級ダーラムで104試合に出場して打率.266・5本塁打・30打点・1盗塁の成績を残した。
2010年はAAA級ダーラムで開幕を迎えたが、4月13日にメジャー昇格。自己最多の109試合に出場する活躍を見せた。打率は.263ながらも、39三振に対して59四球を選んで出塁率は.372をマーク。高出塁率を買われ、45試合で一番打者を務めた（捕手としての出場時は41試合）。1試合のみであるが、一塁手としても出場した。捕手が一番打者を務めるのは珍しく、1シーズンでジェイソより多く「一番・捕手」として出場した選手は過去にロウリー・ヘムズリー、ジェイソン・ケンドールの2人しかいない。
2011年は自身初の開幕ロースター入りを果たし、89試合に出場。打率.224・5本塁打・27打点・1盗塁の成績を残した。

### マリナーズ時代
2011年11月27日にジョシュ・ルーキーとのトレードで、シアトル・マリナーズへ移籍した。
2012年は正捕手ミゲル・オリーボ、ルーキーのヘスス・モンテロのバックアップとして108試合に出場。8月15日の古巣・レイズ戦ではフェリックス・ヘルナンデスをリードし、メジャー史上23人目となる完全試合に導いた。打撃面では規定打席にこそ到達しなかったものの打率.276、出塁率.394と好成績を収め、シーズンを通して安定した働きを見せた。

### アスレチックス時代
2013年1月16日にA.J.コール、マイケル・モースが絡む三角トレードで、オークランド・アスレチックスに移籍。開幕ロースター入りし70試合に出場したが、7月24日のロサンゼルス・エンゼルス・オブ・アナハイム戦で8回裏にファウルチップがマスクに当たり、脳震盪を起こしたため、翌25日に7日間の故障者リスト入りした。8月9日に15日間の故障者リストに異動。ポストシーズンのロースターからも外れ、シーズンを終えた。
2014年1月16日にアスレチックスと1年契約を結んだ。前年に引き続きデレク・ノリスとの正捕手争いとなったが、開幕戦では先発マスクをかぶった。その後は指名打者を兼任し、正捕手をノリスに譲ることとなった。8月上旬にファールボウルがマスクに直撃して以来、吐き気や頭痛が日に日に増し、前年に経験したような症状だったため、8月24日に脳震盪で7日間の故障者リスト入りした。9月8日に15日間の故障者リストへ異動し、打撃練習などリハビリを開始。代打としての出場が期待されていたが、医師の許可が下りず、前年と同様にそのままシーズンを終えた。この年は99試合に出場し、打率.264・9本塁打・40打点・2盗塁だった。シーズン終了後も捕手として活動できるか不透明だったため、アスレチックスは捕手のジョシュ・フェグリーを獲得。第3捕手で一塁手のスティーブン・ボートは打撃面で活躍し、正捕手の有力候補となったため、ジェイソは指名打者との兼用もしくはトレード放出が有力視されていた。

### レイズ復帰
2015年1月10日にベン・ゾブリスト、ユネル・エスコバーとのトレードで、ダニエル・ロバートソン、ブーグ・パウエルと共に古巣のレイズへ移籍した。この年は、メインの指名打者として起用され、70試合に出場して自己ベストの打率.286を記録した。また、得点圏では.355と打ちまくり、打撃専任のDHとして大いに気を吐いた。同年11月2日にFAとなった。

### パイレーツ時代
2015年12月23日にピッツバーグ・パイレーツと2年800万ドルの契約を結んだ。
2016年は一塁手のレギュラーに抜擢され、キャリアハイの132試合に出場。バッティング面では打率.268・8本塁打・42打点・OPS0.766を記録したほか、自身初の100安打以上と20二塁打以上も記録した。また、9月29日のシカゴ・カブス戦ではサイクル安打を達成している。
2017年も126試合に出場したが、10月1日に現役引退を表明した。

### 現役引退後
現役引退後は帆船を購入し、世界中を旅しながら主に洋上で過ごすライフスタイルを送っている。

## 詳細情報

### 年度別打撃成績
| 年 度    | 球 団    | 試 合 | 打 席 | 打 数 | 得 点 | 安 打 | 二 塁 打 | 三 塁 打 | 本 塁 打 | 塁 打 | 打 点 | 盗 塁 | 盗 塁 死 | 犠 打 | 犠 飛 | 四 球 | 敬 遠 | 死 球 | 三 振 | 併 殺 打 | 打 率 | 出 塁 率 | 長 打 率 | O P S |
| -------- | -------- | ----- | ----- | ----- | ----- | ----- | -------- | -------- | -------- | ----- | ----- | ----- | -------- | ----- | ----- | ----- | ----- | ----- | ----- | -------- | ----- | -------- | -------- | ----- |
| 2008     | TB       | 5     | 10    | 10    | 2     | 2     | 0        | 0        | 0        | 2     | 0     | 0     | 0        | 0     | 0     | 0     | 0     | 0     | 2     | 1        | .200  | .200     | .200     | .400  |
| 2010     | TB       | 109   | 404   | 339   | 57    | 89    | 18       | 3        | 5        | 128   | 44    | 4     | 0        | 1     | 3     | 59    | 1     | 2     | 39    | 8        | .263  | .372     | .378     | .750  |
| 2011     | TB       | 89    | 273   | 246   | 26    | 55    | 15       | 1        | 5        | 87    | 27    | 1     | 2        | 1     | 0     | 25    | 0     | 1     | 36    | 9        | .224  | .298     | .354     | .651  |
| 2012     | SEA      | 108   | 361   | 294   | 41    | 81    | 19       | 2        | 10       | 134   | 50    | 5     | 0        | 1     | 5     | 56    | 1     | 5     | 51    | 6        | .276  | .394     | .456     | .850  |
| 2013     | OAK      | 70    | 249   | 207   | 31    | 56    | 12       | 0        | 3        | 77    | 21    | 2     | 1        | 1     | 1     | 38    | 0     | 2     | 45    | 5        | .271  | .387     | .372     | .759  |
| 2014     | OAK      | 99    | 344   | 307   | 42    | 81    | 18       | 3        | 9        | 132   | 40    | 2     | 0        | 0     | 2     | 28    | 1     | 7     | 60    | 5        | .264  | .337     | .430     | .767  |
| 2015     | TB       | 70    | 216   | 185   | 23    | 53    | 17       | 0        | 5        | 85    | 22    | 1     | 2        | 0     | 2     | 28    | 1     | 1     | 39    | 5        | .286  | .380     | .459     | .839  |
| 2016     | PIT      | 132   | 432   | 380   | 45    | 102   | 25       | 3        | 8        | 157   | 42    | 0     | 4        | 1     | 1     | 45    | 0     | 5     | 74    | 8        | .268  | .353     | .413     | .766  |
| 2017     | PIT      | 126   | 302   | 256   | 28    | 54    | 19       | 0        | 10       | 103   | 35    | 1     | 1        | 0     | 1     | 40    | 2     | 5     | 66    | 5        | .211  | .328     | .402     | .730  |
| MLB：9年 | MLB：9年 | 808   | 2591  | 2224  | 295   | 573   | 143      | 12       | 55       | 905   | 281   | 16    | 10       | 5     | 15    | 319   | 6     | 28    | 412   | 52       | .258  | .356     | .407     | .763  |

### 記録
- サイクル安打：1回（2016年9月29日）

### 背番号
- 28（2008年、2010年 - 2011年、2015年 - 2017年）
- 27（2012年）
- 5（2013年 - 2014年）